# 獨龍屬
獨龍屬，又名獨身龍、鷹龍、阿萊龍或阿萊克特龍，是暴龍超科恐龍的一個屬，生存於上白堊紀的中國內蒙古。獨龍是雙足的肉食性恐龍，與其他大型近親（如暴龍）的外形相似。獨龍的體型比較小型，只有約5米長。
獨龍的化石是在1923年發現。在1933年，美國古生物學家查爾斯·懷特尼·吉爾摩爾（Charles W. Gilmore）將這個化石敘述、命名。獨龍目前只有一個種，稱為奧氏獨龍（學名A. olseni，或譯奧氏鷹龍）。獨龍的屬名意為「單獨的蜥蜴」，是從希臘文的 αλέκτρος/alektros「不成對的；沒有伴的」與 σαῦρος/sauros「蜥蜴」而來。因為在發現的時候，牠並不像其他的亞洲肉食性恐龍。種名則是紀念發現此標本的喬治·奧爾森（George Olsen）。
在2001年，布魯斯·羅斯柴爾德（Bruce Rothschild）等人發表一份獸腳類恐龍的壓力性骨折研究。他們研究23個獨龍的腳掌骨骼，沒有發現壓力性骨折的跡象。

## 發現歷史

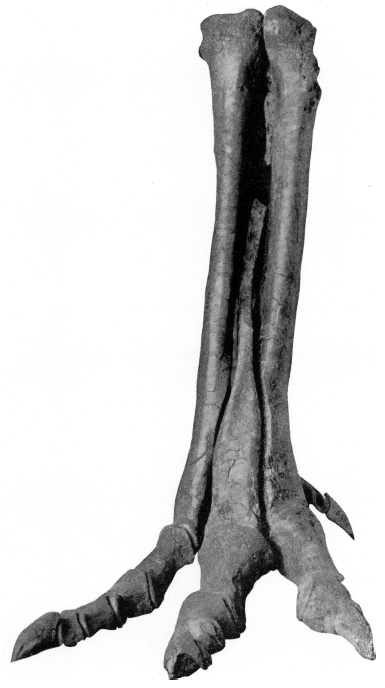
獨龍的右後腳（正模標本，編號AMNH 6554）

獨龍的正模標本（AMNH 6554）是一個後肢，發現於中國內蒙古的二連諾爾地層。獨龍的前肢化石，之後被發現錯誤鑑定為鐮刀龍類的化石。
該地層的年代並不清楚，但一般估計是在白堊紀的坎帕階，距今8300萬-7400萬年前。
有很多其他的標本被認為屬於獨龍，包括一些後肢、頭顱骨及肩膀骨頭。這些化石都是發現於蒙古國的巴彦思楞組（Bayan Shireh Formation），但這個地層的年代也無法確定。它可能追溯至坎帕階早期，但近年研究估計指它是從森諾曼階至桑托階。二連諾爾地層及巴彦思楞組的恐龍群都很相似。但是，一個近年研究認為二連諾爾地層可能是由坎帕階至麥斯特裡希特階，與耐梅蓋特地層有所關連，如果研究屬實，很有可能在耐梅蓋特地層發現獨龍的化石。
此外，有更多部分骨骼發現於蒙古國、中國內蒙古。但到在2007年為止，這些化石都沒有被描述、研究。

## 分類
獨龍明顯是屬於暴龍超科，但由於其化石碎裂的緣故，很難確定獨龍在暴龍超科的分類關係、演化位置，某些分支系統學分析也將獨龍省略。一項研究發現在暴龍超科的演化樹中，獨龍位於小於8個簡約位置。某些古生物學家主張奧氏獨龍是艾伯塔龍的一個種。
獨龍最初被認為是有長手臂的獸腳亞目恐龍，但這是因為將慢龍下目的前臂當作是獨龍的所致。雖然其脛骨與股骨的比例軷低，即這兩塊骨頭大少相當，而大部分暴龍超科恐龍的脛骨較長，但脛骨仍表示獨龍是一隻真正的暴龍超科恐龍。獨龍的腳掌與腳踝的長度，與脛骨的長度相近，如同其他暴龍超科；但其他暴龍超科的腳掌較長。
在巴彦思楞組發現的化石是否屬於獨龍屬，須要更多的研究證明。一個分支系統學分析顯示，這兩個標本可能不是同一種，但很可能是近親。